# Quinto Vercellese
Quinto Vercellese är en ort och kommun i provinsen Vercelli i regionen Piemonte, Italien. Kommunen hade 399 invånare (2018).